# Alfonso Amigo
Alfonso Nicolás Amigo (Buenos Aires, Argentina, Argentina; 1927-Buenos Aires; 21 de octubre de 1993) fue un actor de teatro, radio y cine argentino de vasta trayectoria artística.

## Carrera
Alfonso Amigo fue un actor nacido para el teatro y el melodrama. Se inició desde muy joven en teatro encabezando compañías de primeros actores como el genial Pepe Ratti.
Su única participación en la pantalla grande llegó en 1949, con el filme La tierra será nuestra, cinta rodada en Chivilcoy,  dirigida por Ignacio Tankel, escrita por Osmar Cano y protagonizada por Nélida Solá, Carlos Cotto y Humberto de la Rosa.
Tuvo un alto nivel de popularidad en los años 60 con la compañía radioteatral que él mismo encabezaba, con ella presentó entre otras obras a Nazareno Cruz y el lobo y  Hormiga Negra, emitido por LT2 de Rosario, provincia de Santa Fe, la adaptación fue hecha por Ricardo Rojas, y actuada junto con  Hilda Fernández Cabaña, Angelita Emel , Juan José Campo, Felipe Santángelo, Daniel Randi, Osvaldo Rumariani y Jaime Cloner. Fue uno de los referentes  radioteatrales de la ciudad de Rosario junto con Federico Fábregas  y Bernardo de Bustinza.
Paralelamente a sus actividades como actor, formó parte de la "Comisión Permanente de Trabajo" de la entidad gremialista de la Asociación Argentina de Actores en 1947, que compuso junto con los actores Tito Climent, Raimundo Pastore, Francisco Rullán, Nicolás Taricano y E. Pablo Escobar.

## Filmografía
- 1949: La tierra será nuestra.

## Teatro
- ¡Que no lo sepa Nicola! (1945), en el Teatro Marconi con Pepe Ratti, Tito Lagos, Toti Muñoz, Estela Vidal, Vicente Formi, Amalia Britos, Tota Ferreyra y Alicia Bari.
- 1945: El doctor Cicirinella, junto con la "Compañía Argentina de Comedias Cómicas Tomás Simari", estrenada en el Teatro Palace Rivadavia.[5]
- 1951: Doña Prudencia Tormenta, Esposa, Mártir y Sargenta (1951), junto con la Compañía de Gregorio Cicarelli, Pepita Muñoz y Héctor Ferraro, estrenada en el Teatro Apolo.
- El último perro (1954), de Guillermo House, estrenada en el Teatro Nacional Cervantes, dirigida por Armando Discépolo.[6]